# Тетрасахариды
Тетра́сахариды (от др. греч. τέσσερις — четыре — два и ζάχαροη — сахар) — органические соединения, одна из групп углеводов; являются частным случаем олигосахаридов.

## Строение молекул
Молекулы тетрасахаридов состоят из четырех остатков моносахаридов, соединённых друг с другом за счёт взаимодействия гидроксильных групп. Общая формула тетрасахаридов, как правило, C24H42O21.
Тетрасахариды могут отличаться одним от другого структурой моносахаридов которые в них входят, последовательностью расположения моносахаридов в цепи и наличием её разветвлений. Также возможна разница в размере циклов (пятичленные фуранозные или шестичленные пиранозные), в конфигурации гликозидных центров и местах присоединения к агликонам гликозильных остатков. Все эти факторы являются причиной возникновения миллионов возможных изомеров даже у сравнительно простых тетрасахаридов.
Примеры тетрасахаридов
- Стахиоза (маннеотетроза) — состоит из двух остатков α-D-галактозы, одного α-D-глюкозы и одного β-D-фруктозы.

- Акарбоза — "псевдотетрасахарид" состоящий из трех остатков β-D-глюкозы и одного остатка 4,5,6-тригидрокси-3-амино-1-(гидроксиметил)циклогекс-2-ена.

## Физические и химические свойства
По физическим свойствам тетрасахариды представляют собой белый кристаллические вещества, хорошо растворимые в воде. Большинство тетрасахаридов обладают выраженным сладким вкусом.
При гидролизе (ферментативном или кислотном) тетрасахариды за счёт разрыва гликозидных связей между ними могут расщепляться как на составляющие их моносахариды, так и на трисахариды или дисахариды. 
При конденсации тетрасахаридов образуются молекулы полисахаридов.

## Биологическая роль, получение и применение
Тетрасахариды содержатся главным образом молодых недозрелых овощах (например, зеленые бобы, соя и другие бобовые) и других растениях. Биологическое значение тетрасахаридов в природе неизвестно.
Получают тетрасахариды путём выделения из природных продуктов или же химической конденсацией из моносахаридов, дисахаридов или моно- и трисахаридов.
Применяются тетрасахариды в качестве подсластителей (стахиоза) или лекарственных веществ (акарбоза).